# Elstree Calling
Elstree Calling é um musical de comédia de 1930 dirigido por Andre Charlot, Jack Hulbert, Paul Murray, e Alfred Hitchcock no Elstree Studios.

## Enredo
Uma série de 19 sketches de musical e comédia vaudeville apresentados na forma de uma transmissão ao vivo organizada por Tommy Handley (como ele mesmo). Existem dois "running gags" que conectam as sketches. No primeiro,  um ator quer desempenhar o papel de Shakespeare, mas ele é negado continuamente durante a transmissão. O segundo tem um inventor tentando ver uma transmissão na televisão. Quatro das sketches são coloridos (em tons de amarelo e marrom apenas).